# Bernitt
Bernitt ist eine großflächige Gemeinde im Westen des Landkreises Rostock in Mecklenburg-Vorpommern (Deutschland). Die Gemeinde wird vom Amt Bützow-Land mit Sitz in der Stadt Bützow verwaltet.

## Geografie

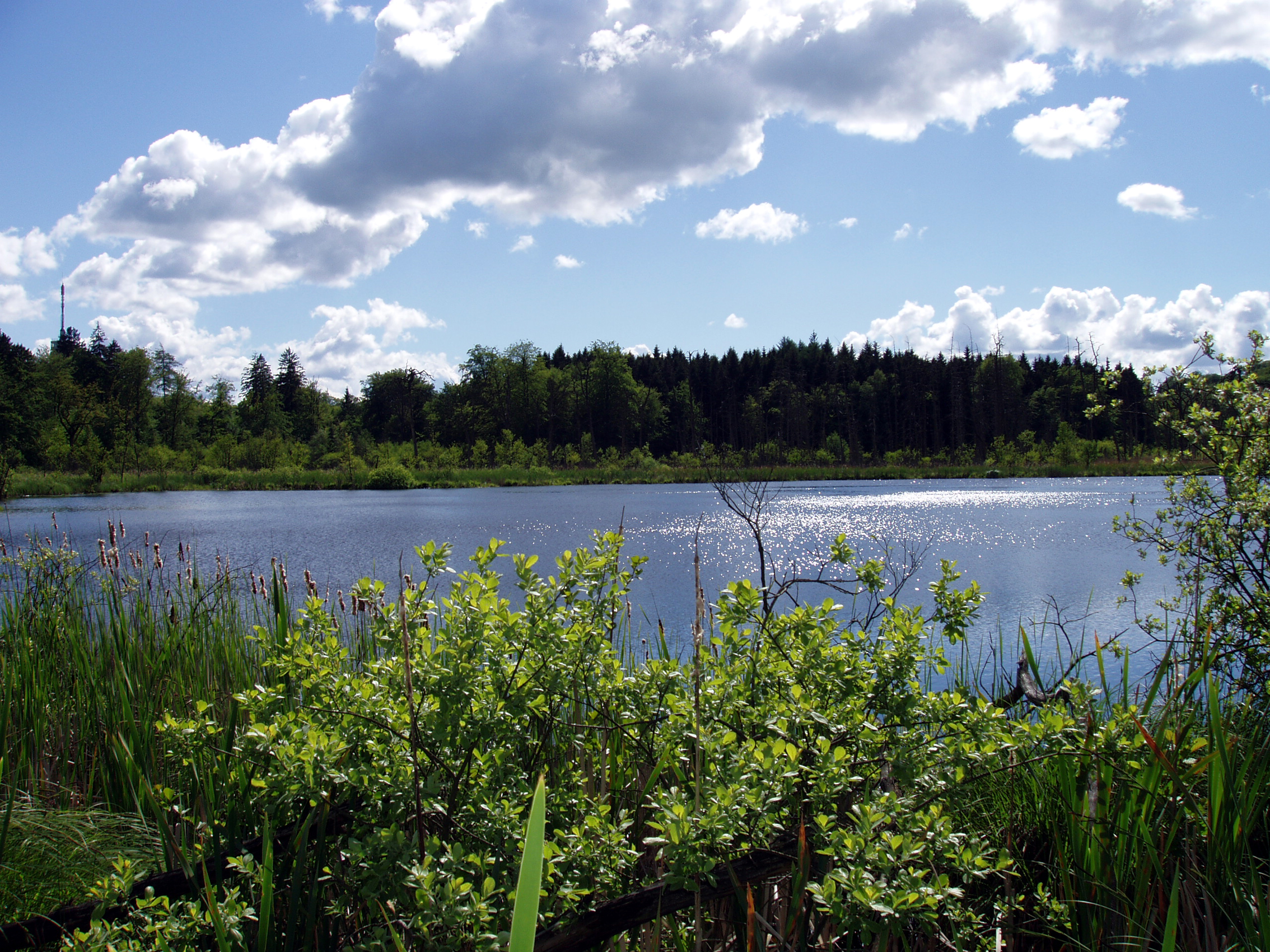
Naturschutzgebiet Hohe Burg und Schwarzer See

### Lage
Das Gemeindegebiet liegt etwa zehn Kilometer nordöstlich von Bützow und nimmt fast den gesamten Teil des Rugberges ein, des Südteils eines Grundmoränenzuges, der bis zur Kühlung nahe der Ostseeküste reicht. Bernitt grenzt im Westen an den Landkreis Nordwestmecklenburg. Im waldreichen Rugberg-Gebiet liegt das Naturschutzgebiet Hohe Burg und Schwarzer See. Hier liegen mit dem Langen Berg (147 m ü. NN) und der Hohen Burg (144 m ü. NN) die höchsten Erhebungen im Norden Mecklenburgs. Der Schwarze See ist der höchstgelegene Moorsee Mecklenburgs.
Umgeben wird Bernitt von den Nachbargemeinden Jürgenshagen im Norden, Klein Belitz und Penzin im Nordosten, Bützow im Osten, Steinhagen im Südosten, Rühn und Baumgarten im Süden, Warin und Lübberstorf im Südwesten sowie Glasin im Westen.

### Ortsteile
Bernitt, Glambeck, Göllin, Hermannshagen, Jabelitz, Käterhagen, Neu Käterhagen, Kurzen Trechow, Langen Trechow, Moisall, Neu Bernitt, Schlemmin und Viezen.

## Geschichte
Bernitt wurde erstmals 1233 urkundlich erwähnt und darin die Zugehörigkeit zum Kloster Rühn. Das zunächst von Slawen bewohnte Dorf Brunit wurde später durch deutsche Waldrodungs-Bauern besiedelt. Das Waldhufendorf wurde im 18. Jahrhundert zu einem Domanialdorf, nachdem es über 500 Jahre zum Kloster gehört hatte. Jährlich findet in Bernitt im Herbst ein „fliegender Markt“ statt – verbunden mit einem Fest. Diese Tradition geht auf die Mitte des 18. Jahrhunderts zurück.
Ab 1820 erfolgte die Aufhebung der Dreifelderwirtschaft und die schrittweise Einführung der Koppelwirtschaft. Die einstige Allgemeinweide Heide wurde Neu-Bernitt, die Veistraat verlor an Bedeutung und blieb Flurname. 36 Büdner wurden angesiedelt.
1835 wurde in der Schule in Bernitt eine zweite Klasse für 125 Schüler eingerichtet. Das damals schon alte Schulgebäude wurde erweitert. 1865 durfte Neu-Bernitt eine eigene Schule errichten. Die Schulstelle wurde zunächst durch Wilhelm Greve besetzt. 1885 lebten in Bernitt 596 und in Neu-Bernitt 182 Einwohner.
1887 wurde eine Dampfmolkerei auf genossenschaftlicher Basis in Betrieb genommen. Auch die Güter Steinhagen und Kurzen Trechow schlossen sich zunächst der Genossenschaft an.
Am 22. Februar 1953 gründeten sechs Genossenschaftsbauern die Landwirtschaftliche Produktionsgenossenschaft (LPG) Rosa Luxemburg. Im selben Jahr wurde auch der Kindergarten eröffnet. 1954 vergrößerte sich die LPG durch weitere Betriebe. Die Bewirtschaftung der landwirtschaftlichen Flächen in Bernitt und Neu-Bernitt erfolgte ab 1960 vollgenossenschaftlich. Es entstanden drei Genossenschaften vom Typ I. Die Kinder aus Bernitt und Umgebung konnten im Jahr 1956 das neue Schulgebäude beziehen, für das Vera Kopetz ein Mosaik-Gemälde schuf.
Von 1963 bis 1965 wurde im Ort eine zentrale Wasserversorgung installiert. 1966 wurden die beiden Mehrfamilienhäuser mit jeweils 36 Wohneinheiten fertiggestellt.
Von 1953 bis 2002 bestand in Bernitt die katholische Antoniuskapelle, das Gebäude wird heute als Keramikwerkstatt genutzt.

Bernitt ist heute für die umliegenden Orte Schulstandort (Grund-, Haupt- und Realschule).
Glambeck wurde 1178 als Glambicke genannt. Zu DDR-Zeiten existierte in Glambeck ein Ferienlager.
Göllin wurde um 1175 errichtet.
Hermannshagen war wahrscheinlich 1233 im Besitz des Klosters Rühn. Das Gutshaus stammt von 1769.
Jabelitz Name deutet auf eine slawische Siedlung hin. Es wurde urkundlich im 16. Jahrhundert erwähnt.
Kurzen Trechow wurde 1321 erstmals erwähnt und im 15. Jahrhundert als Wendisch Trechow bezeichnet. Das Gutshaus Burg Trechow wurde im frühen 19. Jahrhundert im historisierenden Stil der Frührenaissance gebaut.
Langen Trechow wurde 1287 als Teutsch Trechow erwähnt. Die Stiftung einer Kapelle stammt von 1329, der Bau dieser Kapelle Langen Trechow von 1691. 1823 wurde bei Langen Trechow beim Bau einer Scheune ein Exemplar der Wendischen Krone gefunden, die im 19. Jahrhundert zum identitätsstiftenden historischen Symbol des Großherzogtums Mecklenburg und seiner Teilstaaten Mecklenburg-Schwerin und Mecklenburg-Strelitz wurde.
Moisall wurde 1264 erwähnt und war seitdem Kirchort mit einer frühgotischen Kirche von 1264. Das Gutshaus stammt von 1912.
Neu Bernitt war ab 1816 eine Aufsiedlung mit kleinen Bauernstellen (Büdner). 1865 entstand für Neu-Bernitt eine Schule.
Schlemmin wurde 1248 gegründet und war eine Waldarbeitersiedlung. Der Fernsehturm Schlemmin stammt 1965/67. 1992 wurde ein Aufsatzmast montiert.
Viezen wurde 1355 als Vitzen bezeichnet. Das Gutshaus von um 1900 wurde saniert. 1995 wurde der Ort nach Bernitt eingemeindet.

## Bevölkerung
Bis 1945 hatte Bernitt etwa 140 Einwohner. Durch Vertriebene und Flüchtlinge nach dem Ende des Zweiten Weltkriegs nahm die Einwohnerzahl stark zu; 1946 lebten 296 Einwohner in der Gemeinde. Mit der Eingemeindung von Viezen am 1. Juli 1995 und den ehemals selbständigen Gemeinden Göllin, Kurzen Trechow, Moisall und Schlemmin am 1. Januar 2000 erhöhte sich die Einwohnerzahl deutlich.
| Jahr | Einwohner |
| ---- | --------- |
| 1990 | 0641      |
| 1995 | 0702      |
| 2000 | 1886      |
| 2005 | 1846      |
| 2010 | 1730      |
| 2015 | 1591      |

| Jahr | Einwohner |
| ---- | --------- |
| 2020 | 1590      |
| 2021 | 1587      |
| 2022 | 1619      |
| 2023 | 1640      |

Stand: 31. Dezember des jeweiligen Jahres

## Politik

### Gemeindevertretung
Die Gemeindevertretung von Bernitt besteht aus 12 Mitgliedern. Die Kommunalwahl am 9. Juni 2024 führte bei einer Wahlbeteiligung von 76,3 % zu folgendem Ergebnis:
| Partei / Wählergruppe            | Stimmenanteil 2019 | Sitze 2019 |  | Stimmenanteil 2024 | Sitze 2024 |
| -------------------------------- | ------------------ | ---------- |  | ------------------ | ---------- |
| GfuD                             | –                  | –          |  | 45,1 %             | 5          |
| SPD                              | 28,6 %             | 3          |  | 39,7 %             | 5          |
| Wählergemeinschaft Bernitt (WGB) | 14,2 %             | 2          |  | 08,5 %             | 1          |
| CDU                              | 33,9 %             | 4          |  | 06,8 %             | 1          |
| Die Linke                        | 12,1 %             | 2          |  | –                  | –          |
| Einzelbewerber Martin Vorbeck    | 11,2 %             | 1          |  | –                  | –          |
| Insgesamt                        | 100 %              | 12         |  | 100 %              | 12         |

### Bürgermeister
- seit 2014: Birgit Czarschka (SPD)[9]

Am 26. Mai 2019 wurde Czarschka ohne Gegenkandidat mit 56,9 % der gültigen Stimmen wiedergewählt. Am 9. Juni 2024 wurde sie mit 51,2 % der gültigen Stimmen in ihrem Amt bestätigt. Ihre Amtszeit beträgt je fünf Jahre.

### Wappen
| Wappen der Gemeinde Bernitt | Blasonierung: „In Rot schräggekreuzt eine silberne Hacke und ein silberner Krummstab, begleitet oben und auf beiden Seiten von einem goldenen Apfel, unten von einer goldenen Pflugschar“         |
| Wappen der Gemeinde Bernitt | Das Wappen wurde am 18. Mai 1999 durch das Innenministerium genehmigt und unter der Nr. 188 der Wappenrolle von Mecklenburg-Vorpommern registriert. Das Wappen wurde von Michael Zapfe gestaltet. |

## Sehenswürdigkeiten
- Gotische Dorfkirche Bernitt aus behauenen Granitsteinen mit Backsteinelementen vom Ende des 13. Jahrhunderts mit Kirchenschiff von um 1280, eingerücktem Chor von um 1240, quadr. Turm vom 15. Jh. mit achtseitigem Helm, Wandmalereien aus der Entstehungszeit, zwei Glocken vom 14. Jahrhundert und einem geschnitzten Flügelaltar vom 15. Jahrhundert.
- Gutshaus Hermannshagen als eingeschossiger Fachwerkbau von 1769 mit Krüppelwalmdach und zweigeschossigen Zwerchgiebel sowie Nebengebäude.
- Herrenhaus Burg Trechow der Neorenaissance vom frühen 19. Jahrhundert als zweigeschossiger Feldsteinbau auf den Grundmauern einer mittelalterlichen Wasserburg.
- Kapelle Langen Trechow von um 1700 aus Fachwerk mit Klinkerausfachung im Fischgrätenmuster mit schlichtem Kapellensaal und einem dreiseitigen Chorabschluss; ursprünglich eine Stiftung von 1329.
- Gotische, zweijochige Dorfkirche Moisall von 1264 aus Feldstein mit gedrungenen Westturm aus Feldsteinsockel und Backstein mit Pyramidendach.
- Neoklassizistisches, zweigeschossiges Gutshaus Moisall von 1912 mit Mittelrisalit nach Plänen von Paul Korff; nach 2009 saniertes Gasthaus mit kleinem Park.
- Fernsehturm Schlemmin; nach Umbauten 1992 ein 98 m hoher Telekom-Sendeturm. Die Aussichtsplattform darf seitdem nicht mehr betreten werden.
- Agrarmuseum Viezen, 1990 eröffnet in der ehemaligen Schmiede.

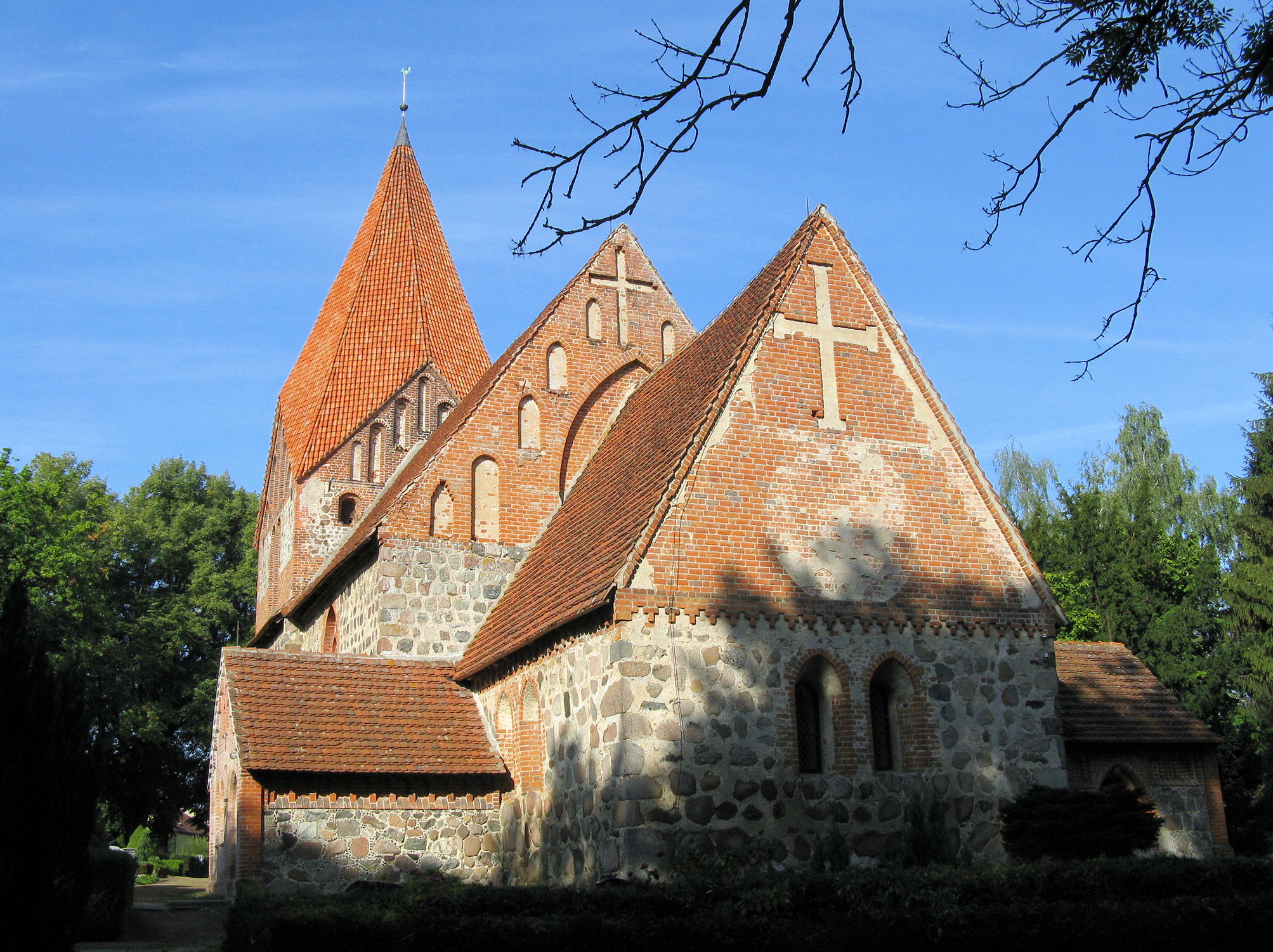
Dorfkirche Bernitt
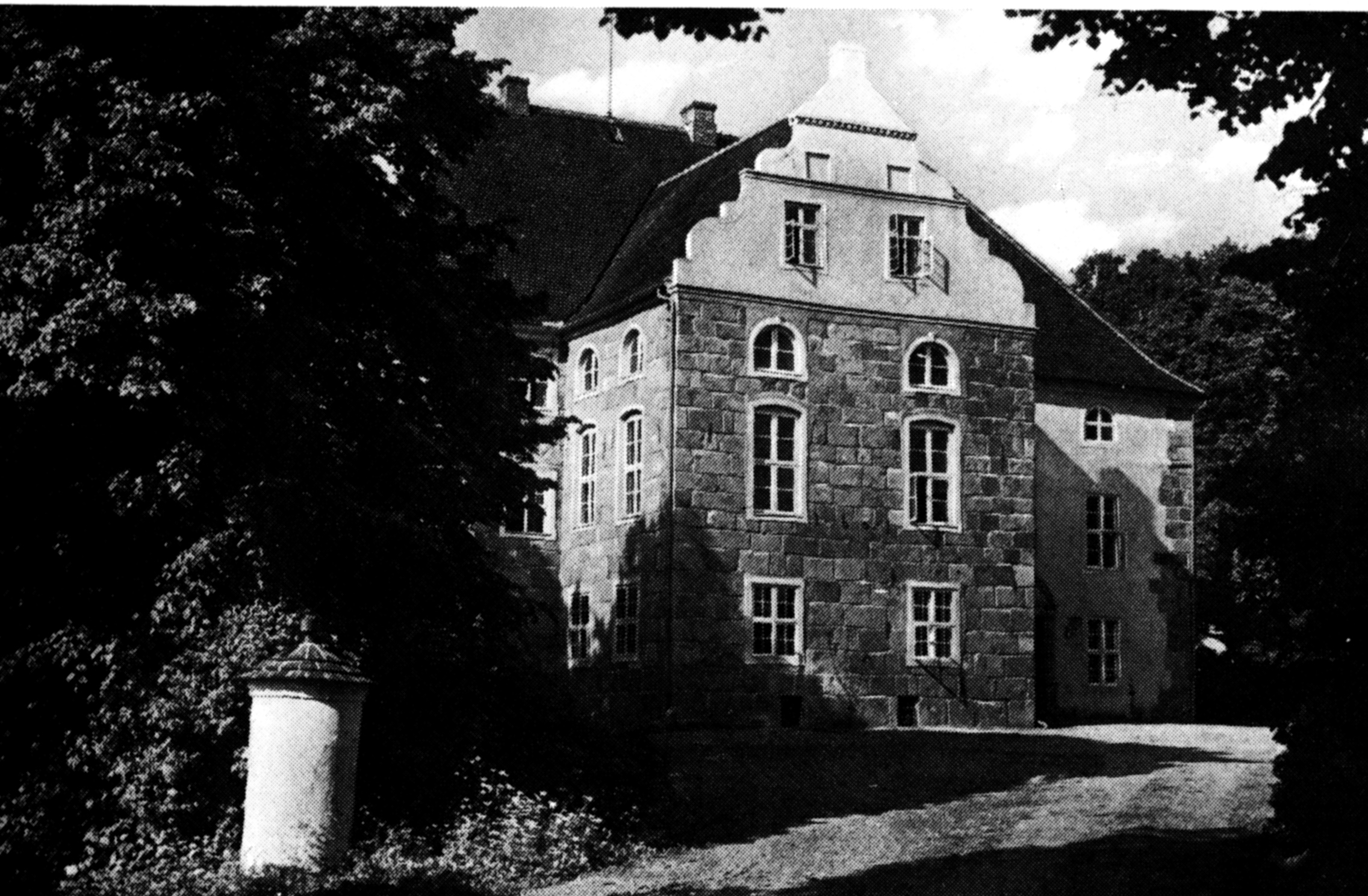
Herrenhaus Burg Trechow
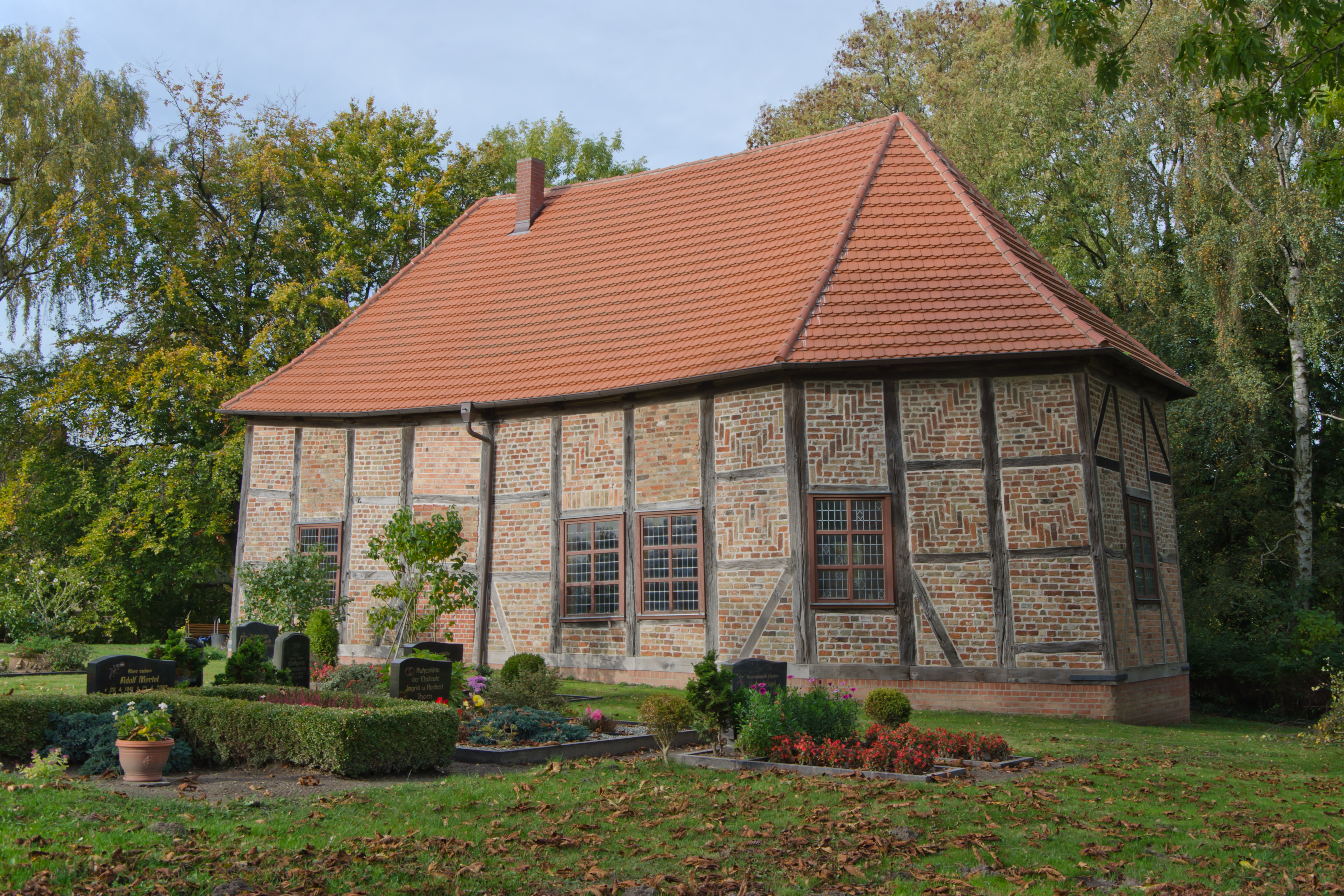
Kapelle in Langen Trechow
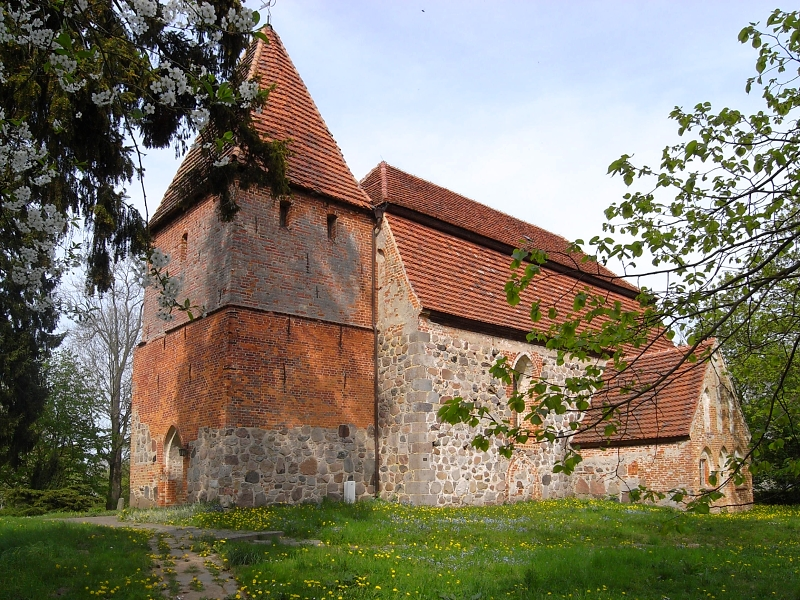
Dorfkirche in Moisall
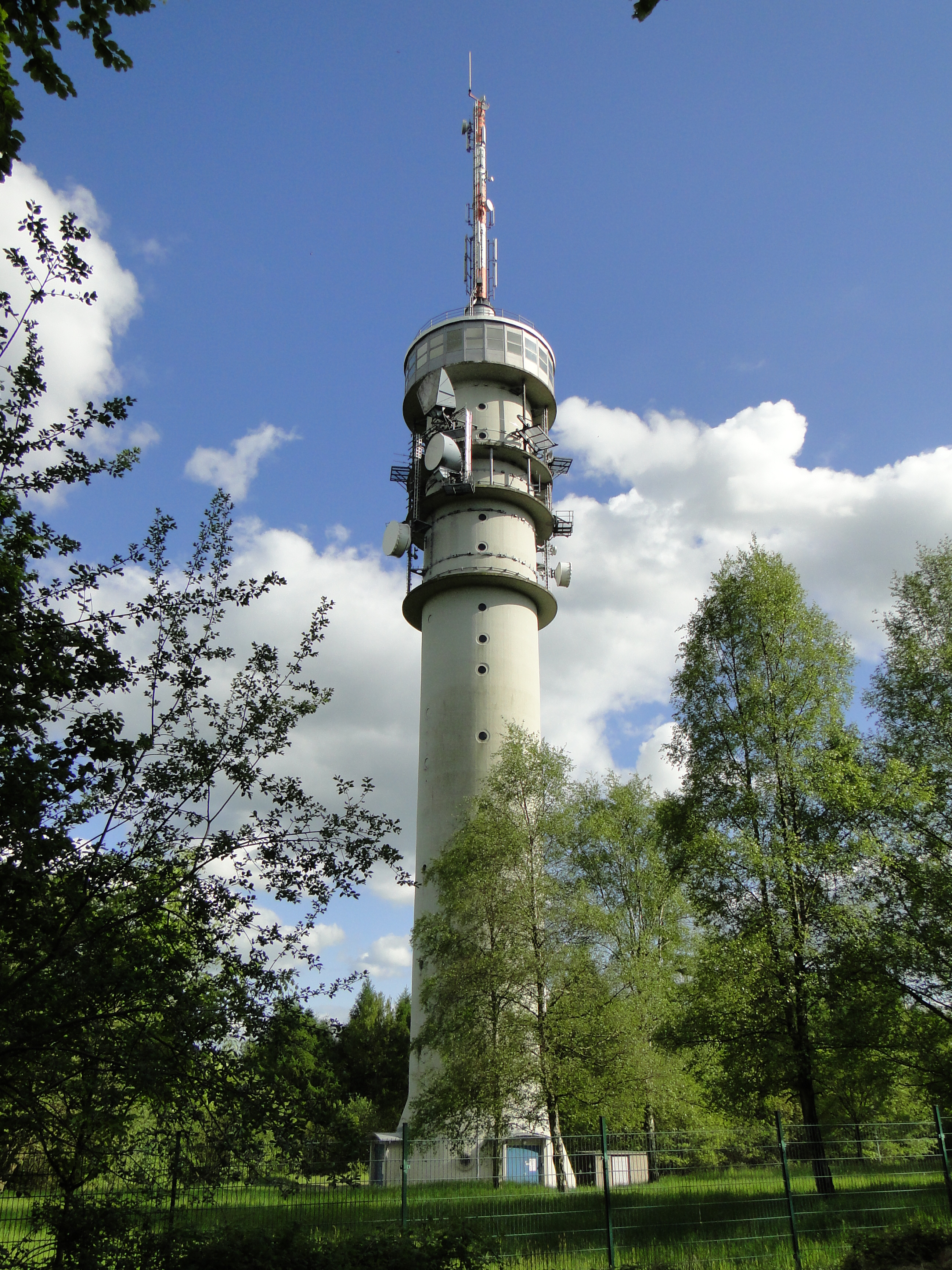
Fernsehturm Schlemmin

## Verkehr
Durch den Gemeindebereich führen die Verbindungsstraßen von Bützow über Kröpelin nach Kühlungsborn sowie von Bützow über Neukloster nach Wismar. Die Bundesautobahn 20 führt nördlich an Bernitt vorbei (Anschlussstellen Kröpelin und Neukloster). Der nächstgelegene Bahnhof befindet sich in Bützow.

## Persönlichkeiten
- Ernst August Rudloff (1712–1778), Rechtswissenschaftler, lebte in Moisall
- Heinrich Friedrich Dietrich Sigismund von Horn (1806–1883), preußischer Generalleutnant, in Kurzen Trechow geboren
- Josias von Plüskow (1815–1894), Rittergutsbesitzer und Landrat, in Kurzen Trechow geboren
- Georg von Arnswaldt (1866–1952), Forstmann und Naturschützer, 1901–1934 und 1939–1941 Leiter des Forstamts Schlemmin
- Hennecke von Plessen (1894–1968), Gutsbesitzer zu Langen- und Kurzen Trechow, Gauwirtschaftsberater der NSDAP in Mecklenburg, in Kurzen Trechow geboren
- Mary Halfkath (* 1939), Schlagersängerin, in Langen Trechow geboren